# Kakegawa
Kakegawa (掛川市?) è una città giapponese della prefettura di Shizuoka, servita dalla stazione di Kakegawa. Vi si svolgeva il torneo tennistico Kakegawa Challenger.

## Storia e patrimonio
La città è nota soprattutto per il suo castello, il Kakegawa-jo, risalente al periodo Sengoku ed in parte ricostruito durante l’era Edo. Questo monumento storico testimonia l’importanza strategica dell’area durante il periodo feudale e rappresenta oggi un’importante attrazione turistica, oltre a essere un simbolo della tradizione militare giapponese.

## Economia e cultura
Oltre al patrimonio storico, Kakegawa è rinomata per la produzione di tè verde di alta qualità, un prodotto che contribuisce significativamente all’economia locale e che è parte integrante della cultura gastronomica della regione. La città ospita anche diversi festival ed eventi che celebrano le tradizioni locali, rendendola un punto di riferimento per chi è interessato alla cultura giapponese tradizionale.